# Teresa Margolles
Teresa Margolles Sierra (Culiacán, Sinaloa, 1963) es una artista conceptual mexicana cuya obra aborda la violencia, la muerte y sus efectos en la vida social. Desde la década de 1990 su trabajo ha explorado el papel del cadáver, los rastros materiales del crimen y la memoria de las víctimas, situando estos temas en el debate público. Fue cofundadora del colectivo Proyecto SEMEFO, y a partir de 2006 orientó su práctica hacia intervenciones en el espacio urbano y en comunidades afectadas por la violencia.  
Margolles ha expuesto en instituciones como el Museo Reina Sofía, el Museo Universitario Arte Contemporáneo, el Museo Tamayo Arte Contemporáneo y el Migros Museum (Zúrich). Representó a México en la Bienal de Venecia de 2009 con la instalación ¿De qué otra cosa podríamos hablar?, y en 2019 recibió la Mención especial del jurado en la misma bienal. Su obra forma parte de colecciones como la del Tate y ha participado en citas internacionales como Documenta 14 (Kassel y Atenas, 2017). En 2012 recibió el Premio Príncipe Claus en Países Bajos.

## Biografía
Para entender su obra en su contexto la artista ha explicado en una de sus entrevistas. En ella cuenta que durante su infancia tropezaba constantemente con animales muertos por la calle. En especial recuerda a un caballo y el proceso de descomposición de su cadáver. Una tarde, explica, cogió una piedra y la tiró sin dilación sobre el vientre del animal, que se abrió dejando escapar decenas de polillas. Fue el punto de arranque de su trabajo artístico.
Estudió Arte en la Dirección de Fomento a la Cultura Regional del Estado de Sinaloa (DIFOCUR), en 1990 se diplomó en Medicina Forense en el Servicio Mexicano Forense y más tarde, en 1995, estudió Ciencias de la Comunicación en la Universidad Nacional Autónoma de México (UNAM).
Desde 1990 trabajó como voluntaria en una casa-post mortem en Ciudad de México donde todos los días veía cadáveres, en su mayoría anónimos, víctimas de crímenes violentos, cadáveres que, con frecuencia, desaparecen en fosas comunes. "Primero era fotógrafa. Me llevó la fotografía y las artes visuales a entrar a la morgue y la única manera de entrar en la morgue era estudiando".

## Obra
La obra de Margolles es conocida en el panorama del arte contemporáneo internacional desde los años noventa por su denuncia explícita de la violencia y especialmente a partir de mediados del 2000 por su investigación sobre las huellas que ésta deja en familias, comunidades y ciudades. La obra de Margolles describe cómo la muerte forma parte en ese momento de la vida cotidiana de las personas y tiene consecuencias directas en las familias, la comunidad y en la propia vida de las ciudades. "Fue dentro de la morgue -explica Margolles- donde el cuerpo se convierte en un cuerpo social".

### Proyecto SEMEFO
En 1990 fue cofundadora del colectivo artístico Proyecto SEMEFO (siglas del Servicio Mexicano Forense) junto a Arturo Angulo Gallardo, Carlos López Orozco y Juan Luis García Zavaleta, si bien existieron otros miembros del colectivo, cuyo número varió a lo largo de la década que se mantuvo el proyecto. A través de diversas obras performativas e instalaciones, el proyecto SEMEFO se dedicó a la exploración de los fluidos corporales, los objetos utilizados en el proceso forense, las pertenencias de los cuerpos y los cuerpos mismos, como materia esencial para tratar la violencia social y la muerte en México. Definieron su trabajo como "una aproximación estética no tanto al tema de la muerte como al de los cadáveres en sus distintas fases, incluyendo sus implicaciones socioculturales".
De este periodo es emblemática su obra Lengua, una lengua de un joven punk asesinado. Margolles conoció a la madre del joven en la morgue, allí hablaron y ésta le contó que no tenía dinero para pagarle un ataúd. Teresa intercambió uno de los ataúdes que tenía -de sus antiguas intervenciones- por la lengua del «hermoso joven», como lo describiría la artista. La lengua del joven perforada por un piercing ha sido expuesta como una de las obras de arte más reconocidas de Margolles.
La práctica artística de Margolles de manera posterior al proyecto SEMEFO, ha continuado con la exploración de estos temas, utilizando material forense y restos humanos. Parte de su trabajo se concentra en recolectar imágenes, materiales, material orgánico y objetos que hacen referencia a las interacciones humanas, los rastros de vida, los restos y huellas que deja la violencia, y cómo se afectan las redes humanas a través de ella. Las obras Tarjetas para picar cocaína, Autorretratos o Línea Fronteriza, son algunos de los ejemplos sobre cómo aborda y trata estos temas a lo largo de su obra.
En 1994 realizó su primera exposición individual, Lavatio Corporis, en el Museo de Arte Carrillo Gil, en la que utilizó restos de fetos y cuerpos de caballos. Margolles ha explicado cómo a partir del año 2000 se incrementa el número de asesinatos y sobre todo se produce un cambio en cómo llegan los cuerpos a las morgues de todo México.

### Los cuerpos en las calles
En 2006, tras el comienzo de la guerra contra el narcotráfico en México y la consecuente militarización de la sociedad, las cifras de asesinatos se dispararon en el país y Margolles se dio cuenta de que ya no necesitaba ir a la morgue, sino que podía recoger en la calle sus materiales de trabajo. A partir de 2007 decidió trabajar en las calles. "En las calles el cadáver no pertenecía sólo a la ciencia, ya estaba en el común, ya la gente común en su caminar se topaba con los cuerpos (...) colgados de los puentes, o los niños cuando iban al colegio se los encontraban" explica Teresa "el cadáver que antes era una cosa privada se convierte en una cosa pública".
Con estos nuevos recursos elaboró una de sus obras más famosas: ¿De qué otra cosa podríamos hablar? llevada al pabellón de México en la Bienal de Venecia en el 2009.  En ella utilizó sangre derramada en la guerra contra el narcotráfico en la frontera norte de México, recuperada a través de agua caliente y telas, para trapear una vez al día el piso del palacio que albergaba la Bienal.

### Violencia y feminicidios en Ciudad Juárez
En 2008 denunció los feminicidios en Ciudad Juárez presentando Sonidos de la muerte, una instalación sonora con audios grabados en el lugar en el que el cuerpo de una mujer asesinada fue encontrado. Es el inicio de una serie de trabajos en los que denuncia los asesinatos en Ciudad Juárez.
En 2009 en la Bienal de Arte de Venecia intervino el Pabellón de Estados Unidos tapiando puertas y ventanas con telas empapadas en la sangre de personas ejecutadas en la frontera entre EE. UU. y México. En 2009 crea "Muro baleado" con 115 piezas de block con intervenciones de bala. La obra forma parte de la colección permanente del Museo Tamayo de Ciudad de México.
En Esta finca no será demolida (2009-2013) sobre las 115.000 casas abandonadas en Ciudad Juárez en 2011 donde se han producido asesinatos.  En 2010 realiza el vídeo ¿Cómo salimos? sobre la infancia en Ciudad Juárez y la dificultad de crecer en una ciudad en la que el asesinato forma parte de la vida cotidiana y los 12.000 huérfanos que han quedado tras la violencia. En 2012 en la novena Bienal de Berlín presenta una recopilación de portadas del periódico PM en Ciudad Juárez de 2010, año en el que se produjeron 24.000 asesinatos a nivel nacional, en PM2010 (2012). En otras de sus obras plantea la necesidad de reconstrucción de las personas que sufrieron violencia y de la propia ciudad.

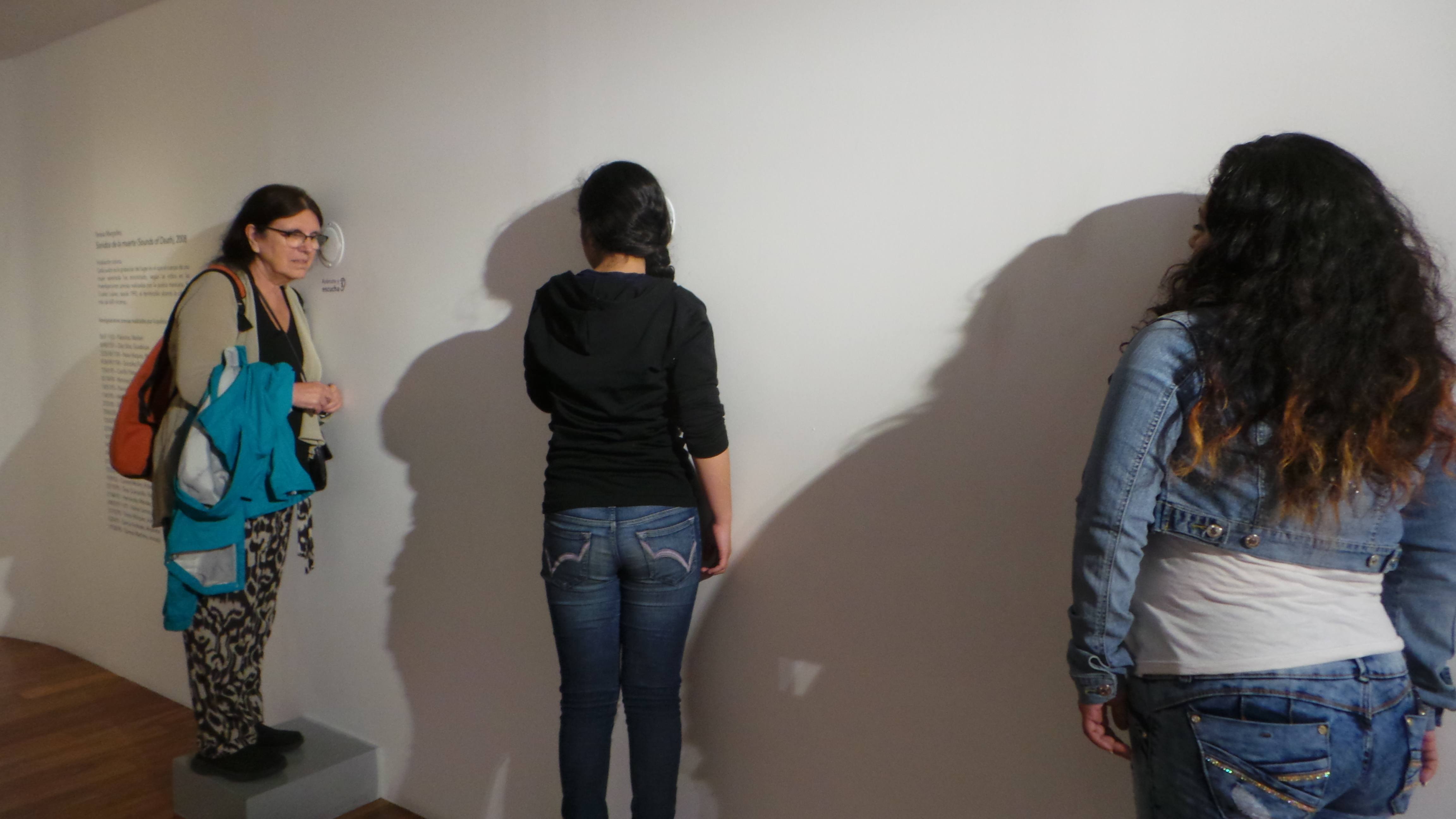
Escuchando los "Sonidos de la muerte" en la exposición Feminicidios en México (2017) Museo Memoria y Tolerancia

En 2016 realiza Pesquisas una instalación en pared de treinta grandes carteles refotografiados de mujeres desaparecidas presentada también en Arco Madrid 2017.
En 2017 las obras Sonidos de la muerte (2008) y Pesquisas (2016) se incluyen en la exposición "Feminicidio en México ¡Ya basta!" en el Museo Memoria y Tolerancia de la Ciudad de México.
En 2017 presentó en PhotoEspaña un nuevo trabajo titulado Pistas de baile, como parte de un programa especial comisariado por Alberto García-Alix en que explora las ruinas de los lugares, aquellas pistas de baile, en los que trabajaban mujeres transgénero de Ciudad Juárez. Se trata de una serie de fotografías reivindicativas con los derechos de la comunidad LGBT en México y de denuncia a las violencias que atraviesa. Para esta serie trabajó primero con Karla, víctima de transfeminicidio, y a quien Margolles dedica la obra. Posteriormente trabajó con Sonia Vera, una mujer transgénero de origen ecuatoriano y residente en Suiza desde hace dos décadas.
Ha realizado numerosas exposiciones de manera individual y en grupo recibiendo distintos premios y reconocimientos a su obra entre ellos dos becas del Fondo Nacional para la Cultura y las Artes para Jóvenes Creadores, un premio de Adquisición en la VII Bienal de Cuenca en Ecuador y una Mención Honorífica en la Bienal del Noroeste en Culiacán, Sinaloa.
En 2012 representó a México en el Festival de Adelaida, en Australia. También en 2012 recibió el Premio Príncipe Claus que otorga la Fundación Príncipe Claus en Países Bajos.
Tiene dos obras (Bandera I y 37 cuerpos) en la colección del Tate.
En 2019 recibió la Mención especial en la Bienal de Arte de Venecia donde presentó un gran muro de hormigón con concertinas en la parte superior para provocar a la gente y que se pregunte sobre las divisiones y violencia que existe en el mundo.
En 2023 participó por segunda vez en la Bienal de Cuenca, Ecuador, en esta ocasión bajo curadoría de Ferran Barenblit. En ella, presentó la obra El poder, compuesta de tres mesas de ping-pong realizadas con cemento mezclado con estupefacientes incautados por las autoridades. 

### Exposiciones individuales
- 2001: Vaporización, Ace Gallerie, Ciudad de México
- 2002: Air, Art Palace, Madrid
- 2003: En el aire, Bregenz, Austria
- 2003: Crematorio, Galería Enrique Guerrero, Ciudad de México
- 2004: Teresa Margolles. Muerte sin fin, Museo de Arte Moderno de Frankfurt, Alemania
- 2005: Caída Libre, Metz, Francia
- 2005: 127 Cuerpos, Düsseldorf, Alemania
- 2006: Herida, Proyecto para la colección Jumex, Ecatepec, México
- 2007: Decálogo, Museo Experimental E1 ECO, Zúrich, Suiza
- 2007: 21, Galería Salvador Díaz, Madrid, España
- 2008: En lugar de los hechos - Anstelle der Anstatchen, Kunsthalle Krems, Austria
- 2008: OPERATIVO, Y Gallery, Nueva York, EUA
- 2009: What else could we talk about? (¿De qué más podríamos hablar?), Bienal de Venecia, (pabellón mexicano)
- 2009: Recados póstumos - Teresa Margolles, Museo de la Ciudad, Querétaro
- 2009: Los Herederos - Die Erben, Zúrich, Suiza
- 2010: Frontera, Kunsthalle Friedricianum, Kassel, Alemania
- 2010: Bancas, Sala de Arte Público Siqueiros, Ciudad de México
- 2010: Museo de Arte Carrillo Gil, Ciudad de México
- 2010: Video otra vez, Museo de Arte Contemporáneo, Fortaleza, Brasil
- 2011: A través..., Museo de Arte Moderno, Ciudad de México
- 2011: Frontera, Museion Bulzano, Italia
- 2011: Irrigación, Museo de la Ciudad, Querétaro
- 2012: La promesa, Museo Universitario de Arte Contemporáneo, UNAM, Ciudad de México
- 2012: The whisky bond, Glasgow Sculpture Studios, Glasgow, Escocia
- 2012: Art Public, Art Basel Miami Beach, Miami, EUA
- 2012: Teresa Margolles, Los Ángeles County Museum of Art LACMA, Los Ángeles, EUA
- 2014: La búsqueda, Migros Museum für Gegenwartskunst, Zúrich, Suiza
- 2015: We have a common thread (Tenemos una amenaza común), Museo de Arte de Neuberger, Nueva York
- 2015: Enquanto for Necessário (Mientras sea necesario), Fundacao Joaquim Nabuco, Recife, Brasil
- 2016: Teresa Margolles, Museo de la Ciudad, Querétaro

### Literatura
- Kittelmann, Udo & Klaus Görner (2004) Teresa Margolles. Muerte sin fin, Ostfildern-Ruit, ISBN 978-3-7757-1473-0 (español)
- Margolles, Teresa (2011) Margolles, Teresa. Frontera, Walther König, Colonia, ISBN 978-3-86560-976-2 (español)
- Downey, Anthony (2009)  "127 Cuerpos:  Teresa Margolles y la Estética de la Conmemoración", Lund Humphries, Londres, ISBN 978-1-84822-016-4
- Scott Bray, R (2007) "En piel ajena: El trabajo de Teresa Margolles" Law Text Culture 11(1), pgs. 13-50, URL: http://ro.uow.edu.au/ltc/vol11/iss1/2/
- Downey, Anthony (2012) "En el Acontecimiento de Muerte: Teresa Margolles y la Vida del Cadáver", en Artes Mundi 5, pp.62-66

## Controversias
Las obras de Margolles han sido objeto de controversia por su tratamiento de los asesinatos y la violencia en México, en particular por la utilización de restos materiales de cadáveres humanos. La crítica mexicana Avelina Lésper calificó su obra de «exhibicionismo patológico» e interpretó su reconocimiento como un reflejo de la distancia de grupos intelectuales mexicanos con las víctimas del narcotráfico. Sus trabajos han motivado discusiones en torno al sensacionalismo, la necropolítica y la estetización de la violencia por parte de artistas cuyas obras se relacionan con la guerra contra el narcotráfico en México.

## Premios y reconocimientos
- Beca FONCA en la categoría de Escultura (con el Proyecto SEMEFO) (1993–1994).[29]
- Primer lugar en el XVI Salón de la Plástica Sinaloense (1994).[30]
- Reconocimiento en la IV Bienal de Monterrey, categoría Instalación (1999), con Proyecto SEMEFO.[30]
- Sistema Nacional de Creadores de Arte (FONCA) (2001–2003).[30]
- Reconocimiento en el certamen “Cuerpo y Fruta”, Embajada de Francia en México (2001).[30]
- Primer lugar en la VII Bienal de Pintura de Cuenca, Ecuador (2002).[30]
- Mención honorífica en la Bienal del Noroeste, Culiacán (2002).[30]
- Ganadora del premio **Artes Mundi 5** (Bienal de Gales, 2012).[31]
- Galardonada con el **Premio Príncipe Claus** (Países Bajos, 2012).[21]
- Mención especial del jurado en la Bienal de Arte de Venecia (2019).[24]